# Trol

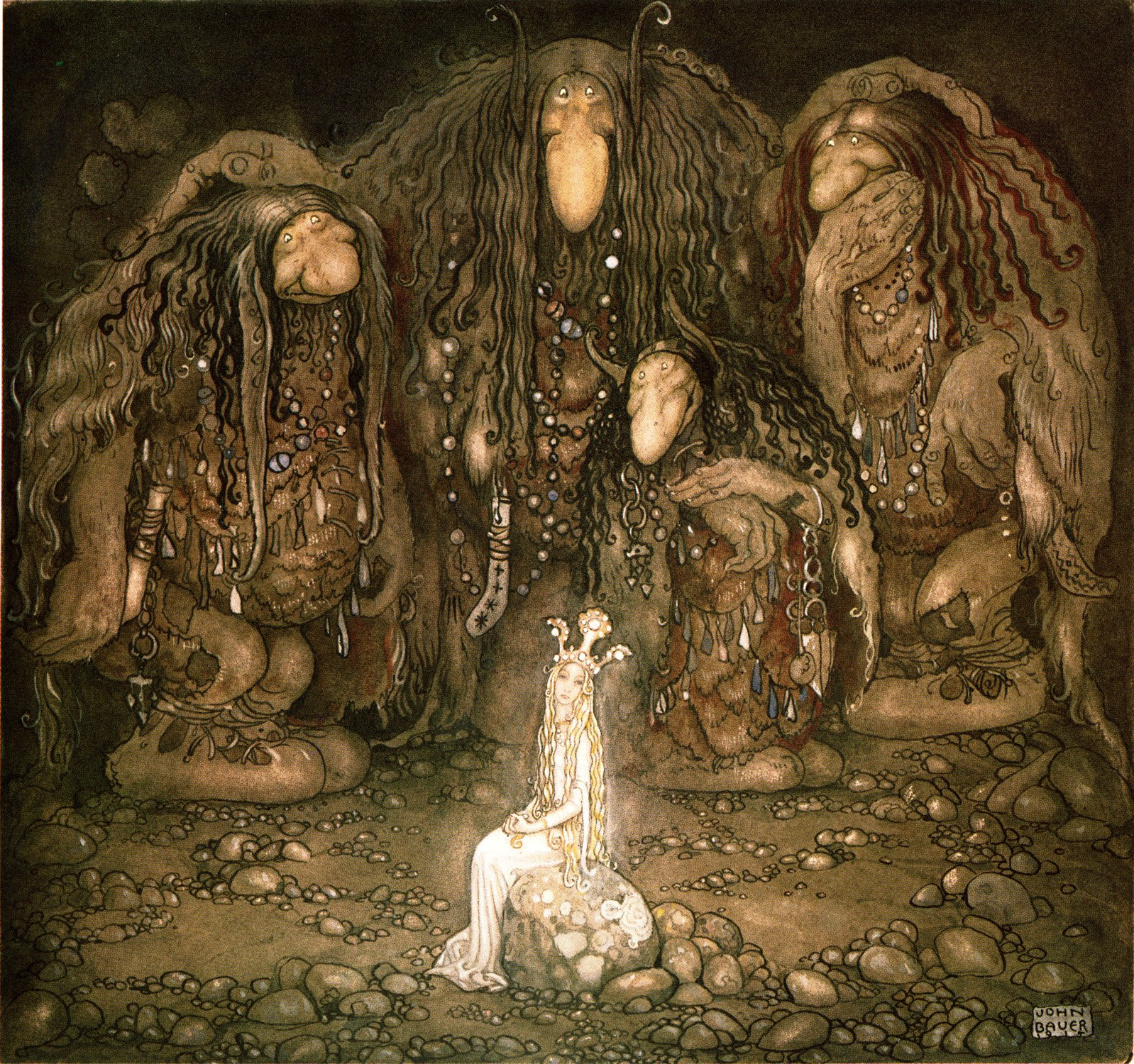
Troli de John Bauer, 1915.

În mitologia nordică, trolul este o ființă gigantică, un uriaș, care vânează oameni, noaptea.
Este descris și ca un gnom zburdalnic, care trăiește în munți sau în păduri, întruchipând forțele rele ale naturii.
Trolii sunt, de fapt, niște ființe cu o inteligentă redusă, despre care se credea că la lumina soarelui se transformă în stane de piatră.
Conform legendelor, în timpul Ragnarök-ului, trolii vor lupta alături de jötunni împotriva zeilor.

## Trolii în folclorul nordic
Conform mitologiei nordice, trolii locuiesc în munți, caverne, peșteri și sub stânci, nu sunt prietenoși și nu oferă ajutor nici dacă sunt rugați, trăind împreună cu copiii lor în singurătate.
Numele lor provoacă multe confuzii în ceea ce privește mitologia nordică veche. Existau patru clase diferite de creaturi mitice din care trolul s-ar putea trage. Una dintre acestea este cea formata de magicienii naturii, numiți troll, alta este cea a lorzilor naturii, numiți jotun. Pe lângă aceștia mai existau în miturile nordice și risi, ființe eroice, și purs, monștri malefici. Legendele nordice lasă o confuzie între existenta trolilor ca ființe de sine-stătătoare și sensul peiorativ, folosit pentru a desemna alte ființe.

## Trolii în folclorul scandinav
Folclorul scandinav de mai târziu are nenumărate descrieri ale trolilor; însă, în majoritatea lor sunt prezentați ca fiind bătrâni, puternici însă cu o inteligență scăzută, fiind ființe ce mănâncă oameni și care se transformă în stană de piatră dacă sunt atinși de lumina soarelui. De asemenea, conform credințelor tradiționale, se tem de fulgere, de multe ori fiind portretizată o luptă între ei și Thor.
În alte legende scandinave, aceștia sunt portretizați ca semănând cu oamenii, singura diferență este izolarea.
În folclorul scandinav, dispariția trolilor este pusă pe seama fricii de fulgere, sau a clichetului clopotelor de biserică, sunet ce ar fi de vină pentru emigrarea trolilor in alte părți.